# What Did I Miss?
What Did I Miss? è un singolo del rapper canadese Drake, pubblicato il 5 luglio 2025 come primo estratto dal nono album in studio Iceman.

## Descrizione
Anticipato da una diretta su YouTube, nel singolo il rapper prende atto di una serie di amicizie chiuse in seguito alla beef con Kendrick Lamar del 2024.

## Successo commerciale
Nella Billboard Hot 100 il singolo ha debuttato al 2° posto, segnando l'81ª top ten del rapper in classifica. Con 21,6 milioni di riproduzioni streaming e 6 000 copie digitali conteggiate da Luminate Data, è risultato il singolo più riprodotto e venduto della settimana negli Stati Uniti, esordendo al tempo stesso in cima alla Streaming Songs, Digital Songs, Hot R&B/Hip-Hop Songs e Hot Rap Songs.

## Classifiche
| Classifica (2025) | Posizione massima |
| ----------------- | ----------------- |
| Australia         | 37                |
| Canada            | 2                 |
| Irlanda           | 47                |
| Norvegia          | 86                |
| Nuova Zelanda     | 29                |
| Regno Unito       | 27                |
| Stati Uniti       | 2                 |
| Svizzera          | 60                |